# Silene clandestina
Silene clandestina är en nejlikväxtart som beskrevs av Nikolaus Joseph von Jacquin. Silene clandestina ingår i släktet glimmar, och familjen nejlikväxter. Inga underarter finns listade i Catalogue of Life.